# He's So Fine
Albums de Jackie Wilson
Lonely Teardrops
(1er février 1959)
Singles
1. Reet Petite
Sortie : 1957
2. To Be Loved
Sortie : 1957
3. Danny Boy
Sortie : 1958

He's So Fine est le premier album du chanteur afro-américain Jackie Wilson.

## Présentation
Après le groupe de Billy Ward & the Dominoes, Jackie travaille en solo dès 1957 et signe pour le label Brunswick Records et restera jusqu'à son arrêt de carrière en 1975 dans celui-ci.
Cet album connaît un grand succès avec son premier single solo Reet Petite. Les deux autres singles suivants Danny Boy et To Be Loved y sont inclus.

## Liste des titres
| No  | Titre                              | Durée |
| --- | ---------------------------------- | ----- |
| 1.  | Etcetera                           | 2:23  |
| 2.  | To Be Loved                        | 2:34  |
| 3.  | Come Back To Me                    | 2:12  |
| 4.  | If I Can't Have You                | 1:47  |
| 5.  | As Long As I Live                  | 2:42  |
| 6.  | Reet Petite                        | 2:41  |
| 7.  | It's Too Bad We Had To Say Goodbye | 2:07  |
| 8.  | Why Can't You Be Mine              | 2:04  |
| 9.  | I'm Wanderin'                      | 2:39  |
| 10. | Right Now!                         | 2:24  |
| 11. | Danny Boy                          | 3:31  |
| 12. | It's So Fine                       | 2:12  |